# Comuna Piddubți, Luțk
Piddubți (în ucraineană Піддубці) este o comună în raionul Luțk, regiunea Volînia, Ucraina, formată din satele Harazdja și Piddubți (reședința).

## Demografie
Componența lingvistică a satului Piddubți
     Ucraineană (98,75%)
     Alte limbi (1,2%)
Conform recensământului din 2001, majoritatea populației satului Piddubți era vorbitoare de ucraineană (98,75%), existând în minoritate și vorbitori de alte limbi.